# ユキノ・アミラ
ユキノ・アミラ（Yukino Amira）またはユキノ・アルミラ（Yukino Almira, 1993年1月6日 - ）は、日系インドネシア人の女優、モデル、パルクーラー。母親が日本人。ジャカルタ生まれ。
10代の頃には雑誌のモデルを務めていた。また、2008年から TV2で放送されたテレビドラマシリーズ『サフィラ』で主役を演じた。2010年ごろからはパルクールの大会に出場している。